# فاطمة الزهراء نزيه
فاطمة الزهراء نزيه هي سياسية ونائبة برلمانية مغربية وُلدت في عام 1988 في مدينة ورزازات في المغرب.

## مسيرتها المهنية
أنتخبت فاطمة الزهراء نزيه كعضو في البرلمان المغربي في الانتخابات التشريعية المغربية لعام 2016 وحتى عام 2021 عن الدائرة الانتخابية الوطنية الجزء الأول المخصص للنساء كممثلة لحزب الحركة الشعبية، وضمن الكتلة البرلمانية لنفس الحزب، وكانت عضو في لجنة العدل والتشريع وحقوق الإنسان في البرلمان المغربي. كانت فاطمة الزهراء نزيه أيضًا رئيسة لمجموعة العمل الموضوعاتية المكلفة بالمناصفة والمساواة بمجلس النواب المغربي.

## الأنشطة
شاركت فاطمة الزهراء نزيه، بصفتها رئيسة مجموعة العمل الموضوعاتية المكلفة بالمناصفة والمساواة، في المنتدى اللاتيني المغربي الأول الذي نظمته سفارة المغرب في بيرو وبوليفيا بشأن تمكين المرأة ومُشاركتها في الحياة السياسية، والذي أقيم في 24 فبراير 2021.